# Дом у реки (фильм, 1986)
«Дом у реки» (нем. Das Haus am Fluß) — фильм 1986 года режиссёра Роланда Графа, снятый на киностудии ДЕФА в ГДР. Фильм является экранизацией романа «Русский мех», написанного в 1942 году Фридрихом Вольфом.

## Сюжет
Фрау Фосс, её молоденькая невестка Эмми, жена сына Пауля, воюющего в Вермахте, дочь Агнес c мужем Юппом, крановщиком в компании Хюсгена, и младшая дочь Лизбет живут в доме на берегу реки. 
Сыну начальника Юппа, молодому Хайнцу Хюсгену, приглянулась Агнес. Чтобы спровадить её мужа, он подстраивает, чтобы Юппа тоже призвали в Вермахт. Вскоре Юпп уходит воевать. 
Ничто не нарушает спокойного размеренного быта этого дома. Даже то, что Пауль и Юпп воюют где-то далеко на Восточном фронте.
Приезхавший в отпуск Пауль привёз в подарок своей жене Эмми красивую блузку с Украины, и это всё, что в этом доме напоминает о идущей где-то войне.
Агнес тоже хочет подарок, и заказывает Юппу привезти ей русскую шубу (так в Германии называют шубы из овчины). Вскоре она получает от мужа с фронта посылку с желанной шубой. Но она не знает, что эта шуба снята с трупа расстрелянной нацистами советской женщины с ребёнком.
Но вскоре спокойный быт дома рушится. Приходит известие о смерти на фронте на Украине Пауля. Эмми сходит с ума, а позже вешается на чердаке дома.
А затем Юпп возвращается по ранению с фронта — без руки и ноги. Агнес рада возвращению мужа, пусть он теперь инвалид, но живой.
Однако Хайнц продолжает назойливые ухаживания за Агнес, он приходит в их дом пьяный и издеваясь рассказывает Юппу о том, что его жена ему изменила, затрагивая в разговоре подаренную им русскую шубу. В ходе ссоры Хайнц начитает избивать инвалида Юппа, но Агнес вмешивается и убивает Хайнца.
Фрау Фосс вместе со своей младшей дочерью Лисбет тайно вывозят его труп, завёрнутый в русскую шубу, на рыбацкой лодке и топят на середине реки.

## В ролях
- Катрин Засс — Агнес Эккерт
- Сильвестр Грот — Хайнц Хюнсген
- Манфред Горр — Юпп Эккерт
- Ютта Ваховяк — фрау Фосс
- Коринна Харфаух — Эмми Фосс
- Арианне Борбах — Лисбет Фосс
- Иоганна Шалль — Лена Бринкен
- Рольф Хоппе — директор Хюсген
- Вернер Годеман — Шиммельпфеннинг
- Петер Циммерман — Тидеман
- Матис Шрадер — Фердинанд
- Герман Байер — Питер Дринкинг
- Бернд Айхнер — Пауль Фосс
- Андре Хиллер — Эвальд Отто
- Экхард Беккер — офицер гестапо
- Роланд Кухенбух — гестаповец
- Луц Зальцман — гестаповец
- Бернд Ганке — немецкий солдат
- Петер Баумгарт — немецкий солдат
- Михаэль Кинд — русский солдат
- Гюнтер Рихтер — русский солдат

## Критика
Это фильм большой многослойности. Он стоит в традиции ДЕФА борьбы с фашизмом, и он добавляет к ней новые аспекты. Он показывает те душевные разрушения и опустошения, которые фашизм учинил среди немцев. Он дает психологии время, такое же конкретное, как и модельное общее.— газета «Neue Zeit»

Из этого кинофильма исходит увлечение реалистическим искусством. Часть собственной истории сделана им прозрачной для настоящего времени. Эмоционально и рационально представлены люди, которые жили, любили, страдали и боролись в Германии в то время, которое вошло в историю как насильственное господство самых реакционных, самых агрессивных сил немецкого монопольного капитала""— газета «Neues Deutschland»
Lexikon des internationalen Films пишет о фильме, что он великолепно сыгран и впечатляюще создан для обобщения благодаря романтически завышенной манере повествования, однако, фильм немного страдает от своего «деревянного» сценария

## Фестивали и награды
- 1986 — XXXVI Берлинский международный кинофестиваль — фильм участвовал в основной конкурсной программе, номинировался на «Золотой медведь», но призов не получил
- 1986 — IV Национальный фестиваль художественных фильмов ГДР — премия за операторскую работу (Роланд Дрессель), премия за монтаж (Моника Шиндлер), премия за музыку (Гюнтер Фишер) и приз за фильм в качестве общей работы (ex aequo).
- 1987 — Премия критиков «Большой лоскут» секции теории и критики Ассоциации кинематографистов ГДР в категории «Лучшая актриса 1986 года» (за фильмы «Дом на реке», «Мечта лося») — актрисе Катрин Засс .